# 三清館
三清館（さんきよやかた）は、富山県南砺市（旧福野町）三清西にあった城館。井波瑞泉寺に仕えて高瀬荘を支配した竹部豊前の居城であった。

## 概要

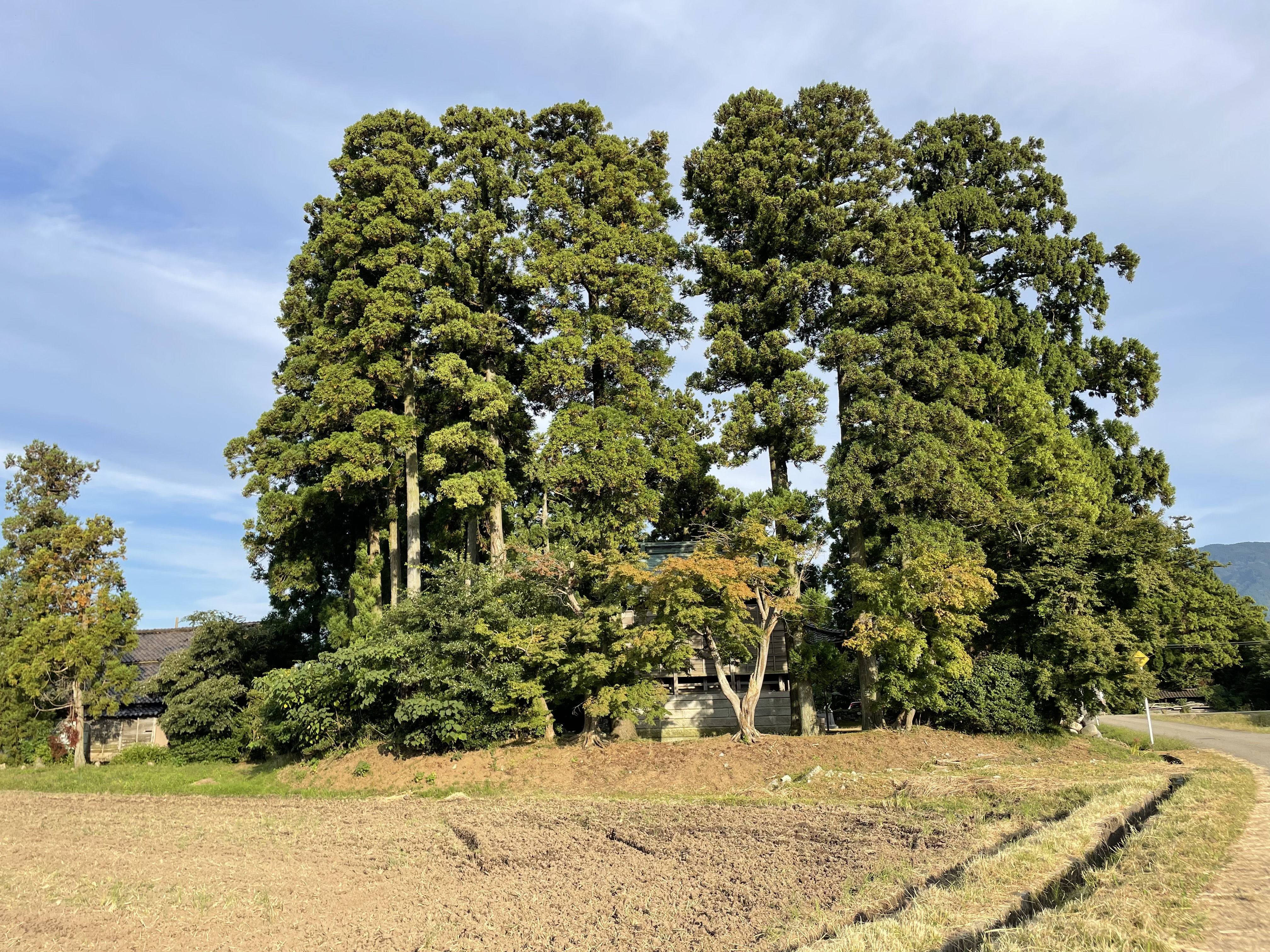
西側から見た三清館。土塁が見える。

江戸時代の「三清村絵図」には、現在の三清天満宮境内が武部豊後館跡と記されている。絵図には三清館跡の東（神社の正面）に「タチガクチ（館が口）」、東南に「城戸口」という地名が記されており、そのほかにも周辺に「堀畑」「町屋敷」「アラタ町」といった地名があることから、かつては小城下町が形成されていたと推定されている。
現在の三清天満宮は東西57m、南北33mほどの規模であるが、西・北側に土塁が残っている。東・南側は近代に建てられた石積みとなっているが、戦国期はこちらも土塁が巡っていたと推定される。
また三清館は井波町と福野町をつなぐ旅川のほとりに位置する上、井波城（井波町）へ向かう井波道、福光城（福光町）へ向かう福光道、寺家新屋敷（福野町）へ向かう福野道、の三道が三清館周辺を通っており、水陸双方において交通の便に優れた地であった。
江戸時代中期成立の『越の下草』には「高瀬の郷司武部豊後守、数代当郡を管領、桜川の障徼（問単な城）に居住スト云々。是三清村武部氏の祖也」との記述がある。また「就高瀬庄儀瑞泉寺書状案文」という古文書には、「瑞泉寺御内人が天文5年（1536年）に高瀬荘地頭方を買収と称して実効支配した（貴寺御内人被号於買得、可有知行之由候）」との記録があり、これこそ「郷司武部が当郡（高瀬地方）を管領」したことを証する記録である。さらに、本願寺に仕える下間氏の分家である竹部豊前なる人物が戦国期瑞泉寺の記録に頻出することから、奥田直文は瑞泉寺御内人＝高瀬郷司武部豊後守＝竹部豊前と見なし、戦国期に竹部豊前は三清館を居城としていたと推定する。
また、近世・近代において礪波郡屈指の名家として知られた三清村武部家は、『越の下草』が伝えるように三清館の城主である武部豊後守＝竹部豊前の子孫であり、瑞泉寺が佐々成政に敗れた後に三清館を引き払って「竹部」を「武部」に改めた家と考えられる。